# Hertha Guthmar

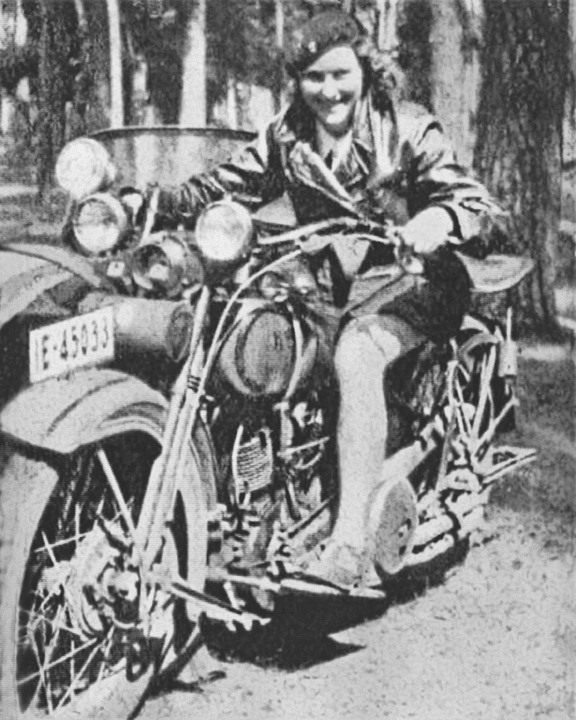
Hertha Gutmar: Urlaubsfoto auf dem Semmering-Pass. Scherl’s Magazin 1930

Hertha Guthmar (* 13. Dezember 1908; † unbekannt) war eine Schauspielerin des deutschen Films.

## Leben
Guthmar spielte in den 1930er Jahren in insgesamt 10 Filmen mit. Sie wohnte in der Bredtschneiderstraße 11 in Berlin-Charlottenburg.
Conrad Hauser 1930 schreibt über ihre Rolle in den Film Rosen blühen auf dem Heidegrab:

„Natürlich, glaubwürdig wirkt in dem ganzen Ensemble nur Hertha Guthmar. Sie muß viel Eigenes haben, echtes Empfinden, denn sie unterlag nicht, wie viele der anderen Darsteller, der Spielleitung. Ihr schönes Gesicht ist ausdrucksvoll, ein klares, offenes Auge. Neben ihr erscheint Betty Astor völlig farblos.“

## Filmografie
- 1929: Rosen blühen auf dem Heidegrab
- 1931: Ariane
- 1931: Stürmisch die Nacht
- 1932: Der tolle Bomberg
- 1933: Wege zur guten Ehe
- 1934: Ein Mädchen mit Prokura
- 1936: Der Favorit der Kaiserin
- 1936: Arzt aus Leidenschaft
- 1936: Die Stunde der Versuchung
- 1936: Diener lassen bitten